# 德邁恩韋赫國家公園

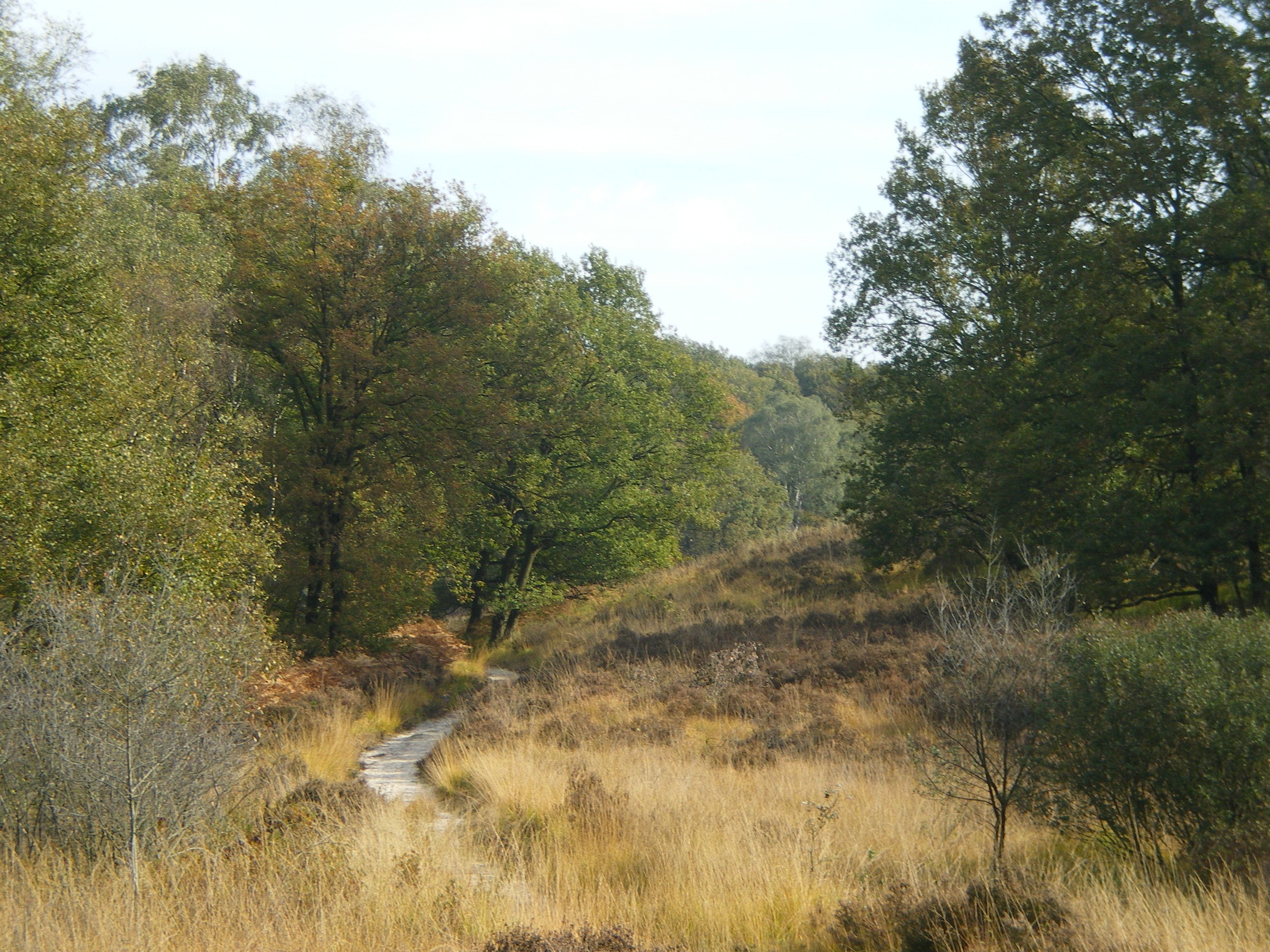

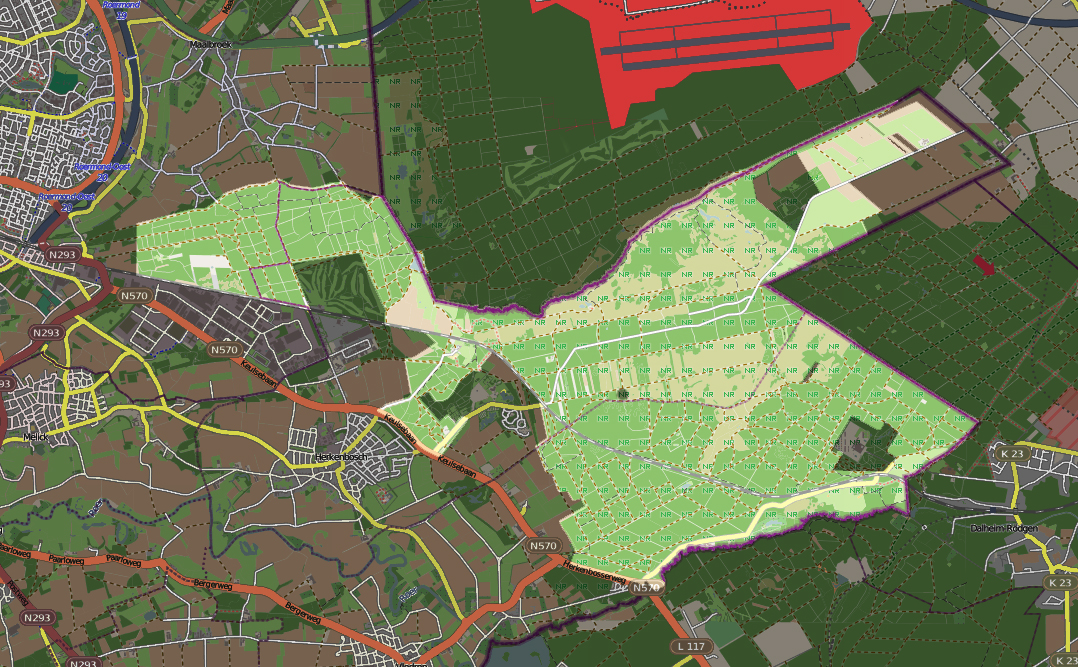

51°10′N 6°07′E / 51.16°N 6.12°E
德邁恩韋赫國家公園（荷蘭語：Nationaal Park De Meinweg）是荷蘭的國家公園，位於該國東南部林堡省，鄰近魯爾蒙德，成立於1995年，面積18平方公里，有松林、石楠荒原和酸性泥炭沼澤等地貌。